# 默諾威
默諾威（英語：Monowi，/ˈmɒnoʊwaɪ/，或譯莫諾維）是一座位於美國中西部內布拉斯加州博伊德的建制村落。根據2010年美國人口普查，人口1人，是美國唯一一座只有一人的建制三級行政區。
「默諾威」在美洲原住民語中有「花」的意思，但是該語言尚未被確定。命名為默諾威的原因是因為有許多的野花在村落中生長。

## 歷史與特色
| 调查年                  | 人口 | 备注   | %±     |
| ----------------------- | ---- | ------ | ------ |
| 1910                    | 109  |        | —      |
| 1920                    | 100  |        | −8.3%  |
| 1930                    | 123  |        | 23.0%  |
| 1940                    | 99   |        | −19.5% |
| 1950                    | 67   |        | −32.3% |
| 1960                    | 40   |        | −40.3% |
| 1970                    | 16   |        | −60.0% |
| 1980                    | 18   |        | 12.5%  |
| 1990                    | 6    |        | −66.7% |
| 2000                    | 2    |        | −66.7% |
| 2010                    | 1    |        | −50.0% |
| 2015年估计              | 1    | [ 10 ] | 0.0%   |
| 美國人口普查 2012年估計 |      |        |        |

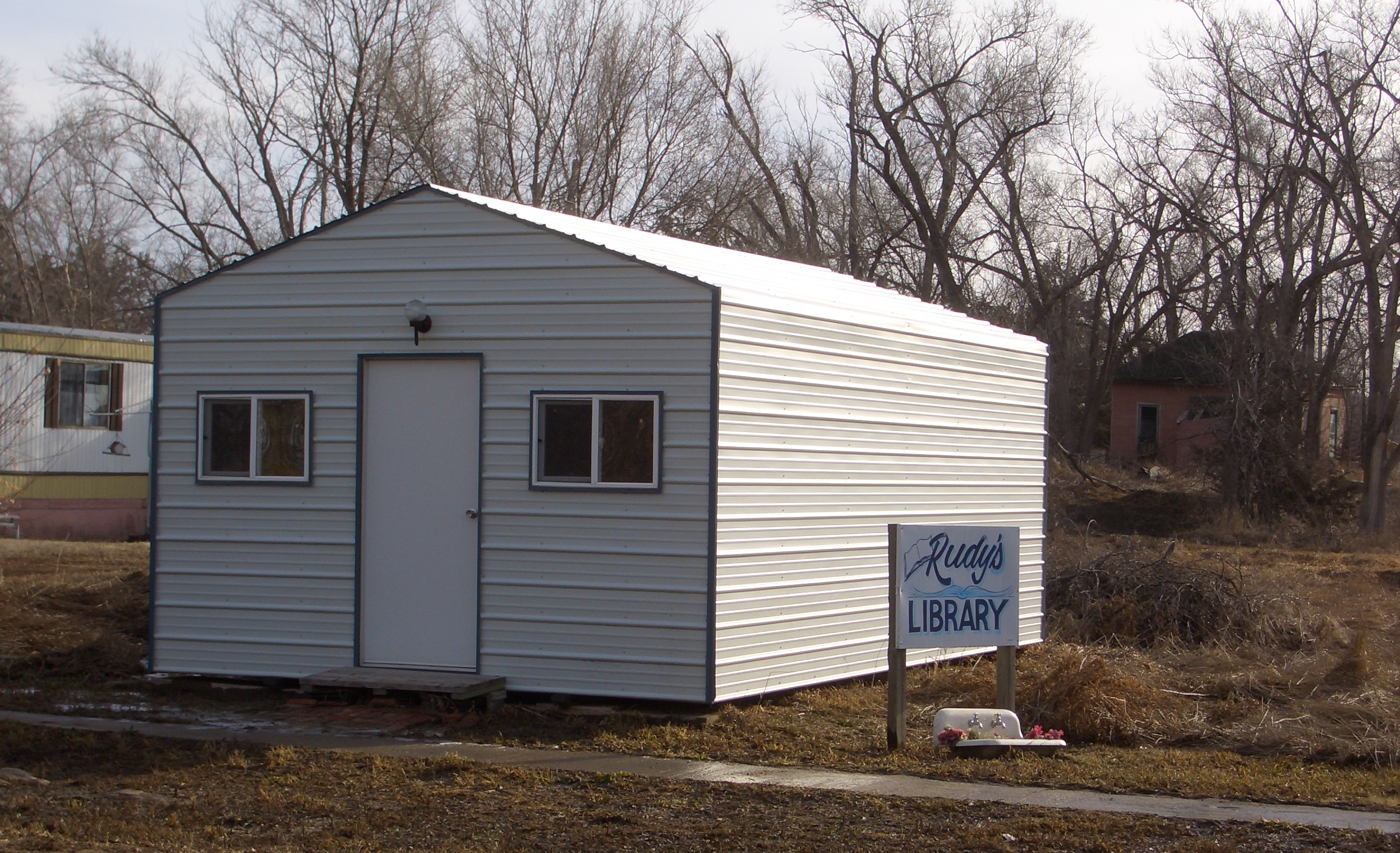
魯比的圖書館

默諾威建立於1902年由於弗里蒙特、埃爾克霍恩和密蘇里谷鐵路延伸至該地。同年，一家郵局於村落中設立，一直持續營運直到1967年停止。
1930年代是默諾威的高峰期，當時的人口大約為150人。就如同其他位於北美大平原的小型社區一樣，一些年輕的居民離開了村落到城市中成長及尋求更好的工作機會。在2000年人口普查期間，該村落的人口僅剩2人。其居民為一對夫婦，魯比及艾希·艾勒。魯比於2004年去世，而艾希·艾勒成為默諾威唯一的居民。在這樣的情況下，她擔任村長、授予自己賣酒許可證、以及向自己收稅。她每年必須制定村中的道路方案，以確保村中的四盞路燈能有資金可以運作。
雖然村莊幾乎被遺棄，但是村中有一間藏有約5,000本書的魯比圖書館，它是為了紀念魯比·艾勒而建立的，並由艾希·艾勒維護。建立一間圖書館一直是魯比的願望。此外，艾希在默諾威經營一家小酒館，它吸引了來自80英里外的忠實顧客。

## 地理
根據美國人口普查局，默諾威總面積為0.54857平方公里（0.21平方英里），且全為陸地，無水域面積。該村位於美國內布拉斯加州東北部博伊德郡的東方。它位在奈厄布拉勒河及較大的密蘇里河之間。離默諾威最近的城鎮為林奇，約11.14（6.92英里）遠。距離該州最大城市奧馬哈約312.16（193.97英里）。

## 人口統計
默諾威的人口普查資料有一些突出及獨特的部分。根據2010年人口普查，在默諾威的三間房子中，只有一間有一個人居住。

## 交通
12號內布拉斯加州州道是默諾威最主要的聯外道路，向東可抵達南蘇城；向西可抵達瓦倫泰恩。

## 教育
默諾威位於林奇公立學校的學區內。